# 芒特卡羅爾 (伊利諾伊州)
芒特卡羅爾（英語：Mount Carroll）是一個位於美國伊利諾伊州卡羅爾縣的城市。根據2010年美國人口普查，該地人口為1717人，而該地的面積約為5.19平方千米。同時該地也是卡羅爾縣的縣治。

## 地理
芒特卡羅爾的座標為42°05′44″N 89°58′37″W / 42.09556°N 89.97694°W，而該地的平均海拔高度為75米（即247英尺）。